# 讓貝克

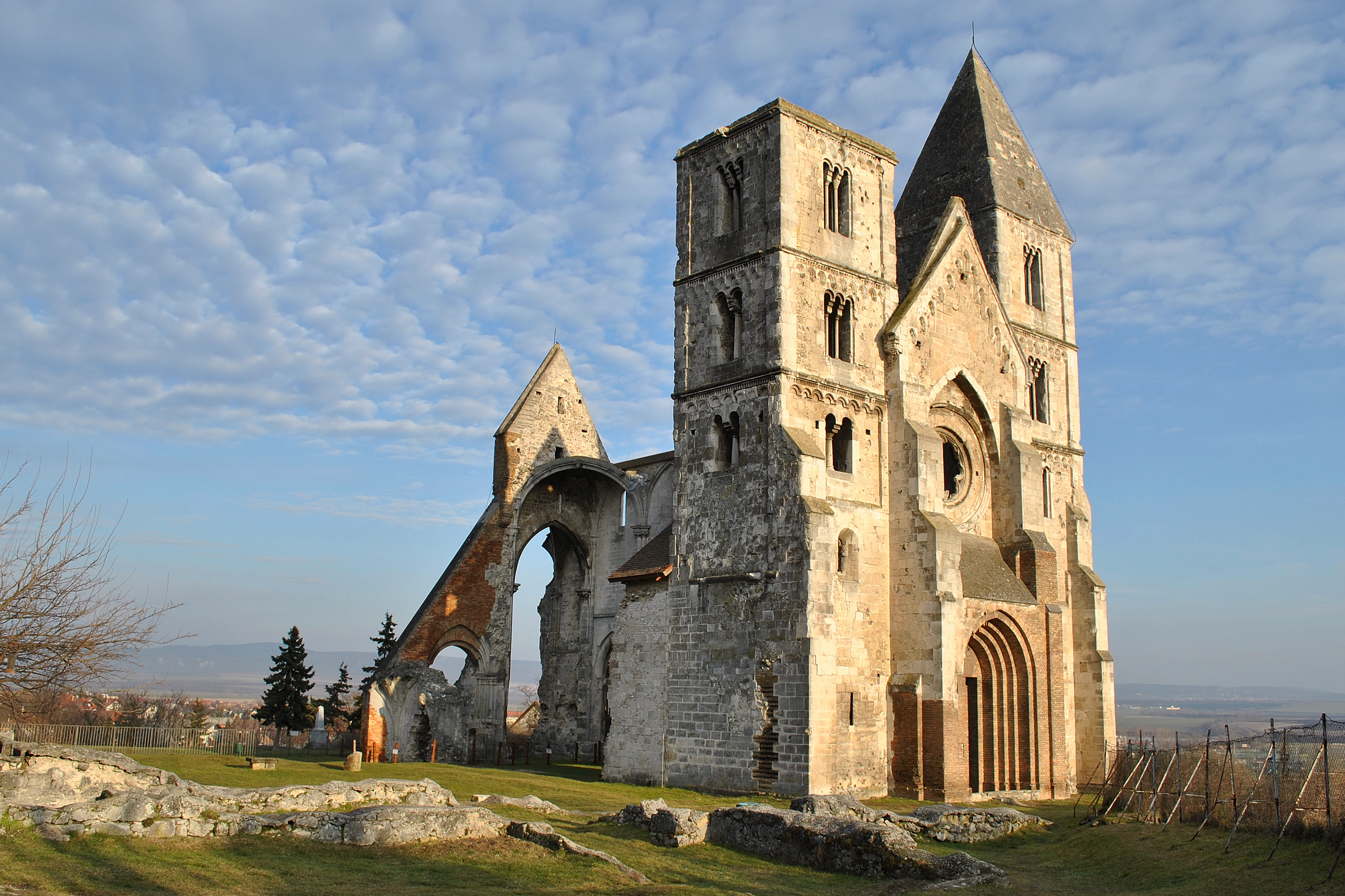

讓貝克是匈牙利的湖泊，位於該國北部，距離布達佩斯30公里，由佩斯州負責管轄，面積33.66平方公里，2011年人口5,542，其中約六成居民信奉天主教。

## 外部連結
- Zsámbék homepage（页面存档备份，存于）
- Circular panorama
- Aerial photographs.（页面存档备份，存于）
- Zsámbék.lap.hu - link collection to Zsámbékyűjtemény（页面存档备份，存于）

47°33′N 18°43′E / 47.550°N 18.717°E